# Asus
ASUS (polno ime ASUSTeK Computer Inc.) je proizvajalec računalniške strojne opreme (matičnih plošč, grafičnih kartic, prenosnikov, mobilnih telefonov, dlančnikov, ...). Podjetje ima sedež v Tajpejju (Tajvan) in zaposluje več deset tisoč delavcev, večji del v LR Kitajski. Zastopništva ima v mnogih razvitih državah.
Trenutno izdelajo in prodajo več matičnih plošč kot katerikoli drug proizvajalec in obvladujejo več kot tretjino trga z njimi. Izdelujejo sestavine za mnoge svetovno znane proizvajalce računalnikov, igralnih konzol in predvajalnikov. 